# 韋爾科姆 (紐約州)
韋爾科姆（英語：Welcome）是位於美國紐約州奧齊戈縣的非建制地區。

## 歷史
韋爾科姆的郵局於1880年設立，其後於1912年停運。

## 地理
韋爾科姆所處的海拔為高於海平面522米（即1713英呎），而該地所採用的時區為UTC-5，即北美东部时区（EST）。同時該地設有夏令時間，為UTC-5調快一小時，即UTC-4（EDT）。